# More! More!! More!!!
Az More! More!! More!!! a Stereopony japán együttes harmadik nagylemeze, amely 2011. december 7-én jelent meg a Sony gondozásában.
A korong a harmincharmadik helyezést érte el az Oricon eladási listáján.

## Számlista
1. Introduction
2. Blowin’ in the Wind
3. Hana Hiraku Oka (ハナヒラクオカ?, ’A domb, ahol a virágok kinyílnak’)
4. I Am a Hero (アイ アム ア ヒーロー?)
5. Tatoeba Utaenakunattara (たとえば唄えなくなったら?)
6. Csiisza na Mahó (小さな魔法?, ’Kis varázslat’)
7. Bibara Bibara (ビバラ ビバラ?)
8. Amaryllis
9. Supergirl (スーパーガール?)
10. Osare Bancso 2011 (feat. Naoto from Orange Range) (おしゃれ番長2011?, ’Divatos bandavezér’)
11. Arigató (ありがとう?, ’Köszönöm’)
12. Canvas ni Vatasi Dake no Iro wo Noszete (キャンバスに私だけの色をのせて?, ’Csak színeket teszek a vászonra’)

### Limitált kiadás DVD „A” (SRCL-7802)
1. Document AnimeNEXT 2010

### Limitált kiadás DVD „B” (SRCL-7804)
1. Document Anime Boston 2010Jegyzetek

1. 1 2  Ｍｏｒｅ！Ｍｏｒｅ！！Ｍｏｒｅ！！！（初回生産限定盤Ａ） (japán nyelven). Oricon. (Hozzáférés: 2012. február 23.)